# Wiktoryn Krzyżanowski
Wiktoryn Krzyżanowski herbu Dębno – łowczy warszawski w latach 1618–1639.
Był elektorem Władysława IV Wazy z ziemi warszawskiej w 1632 roku.